# Danh sách tôn giáo UFO
Tôn giáo UFO là những nhóm phụ trách việc giao thiệp được cho là giữa con người và sinh vật ngoài Trái Đất. Thành phần ủng hộ thường tranh luận rằng hầu hết các tôn giáo lớn đều dựa trên khái niệm về một đấng siêu nhiên ở trên cõi trời. Các hình thức giao tiếp này bao gồm thần giao cách cảm và xuất hồn. Giáo đồ thường tin rằng nhân loại có thể được cứu rỗi chỉ sau khi tiếp nhận sự giáo dục về cách cải thiện xã hội từ người ngoài hành tinh. Niềm tin người ngoài hành tinh bắt cóc có thể dẫn đến hình thành cả một giáo phái UFO. Theo một tác giả cho biết thì tổ chức I AM Religious Activity do Guy Ballard thành lập vào năm 1930 được coi là giáo phái UFO đầu tiên, mặc dù Hội Aetherius do George King gầy dựng cũng đã có được sự khác biệt này. Giới học giả nhận định chính biến cố Roswell năm 1947 là một sự kiện quan trọng trong lịch sử tâm linh UFO. Melodie Campbell và Stephen A. Kent từng miêu tả giáo phái Cổng Thiên Đàng và Giáo đoàn Đền thờ Mặt Trời như là một trong những giáo phái gây tranh cãi nhất trong các nhóm tín ngưỡng về UFO. Khoa luận giáo được các học giả coi là một tôn giáo UFO, do thuyết nguồn gốc vũ trụ Xenu của giáo phái này và sự hiện diện của Chính kịch không gian trong học thuyết Khoa luận giáo.

## Bối cảnh

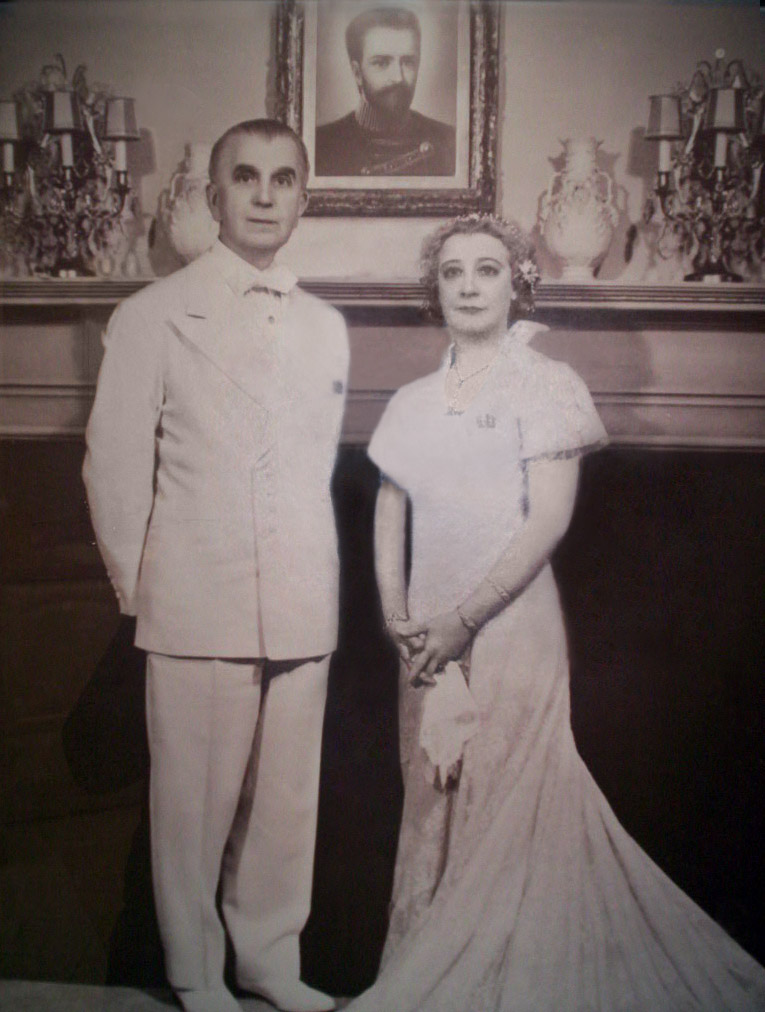
J. Gordon Melton xác định tôn giáo UFO đầu tiên là nhóm "I AM" Activity do Guy Ballard lập ra. Bức ảnh Thánh Germain phía trên bàn thờ.

Tôn giáo UFO thường đề cập đến niềm tin vào việc giao tiếp với người ngoài hành tinh. Stephen Hunt viết trong cuốn Alternative Religions: A Sociological Introduction (tạm dịch: Tôn giáo thay thế: Dẫn nhập về xã hội học), "Một dạng bán tôn giáo có lẽ giống như một hình thức tôn giáo chính thống hơn là giáo phái đĩa bay". Trong những nhóm này, cá nhân giáo đồ tin rằng hoạt động giao tiếp giữa người ngoài hành tinh và con người có thể diễn ra dưới hình thức tiếp xúc vật lý, thần giao cách cảm và xuất hồn. Thông thường, các nhóm tin rằng nhân loại sẽ được những người ngoài hành tinh này cứu giúp khi con người được chỉ dạy về cách sống tốt hơn. Một số nhóm tin rằng người ngoài hành tinh sẽ tới đưa những tín đồ này đến một địa điểm tích cực hơn. Sinh vật ngoài Trái Đất thường tới đây cầu mong nhân loại tự cải thiện chính mình và tránh xa một xã hội tham lam và bạo tàn. Các tôn giáo UFO đặt trọng tâm vào sự phát triển tâm linh và sự tiến hóa của nhân loại. Tôn giáo UFO có thể được hình thành trước hoặc sau khi một cá nhân tuyên bố bản thân từng bị người ngoài hành tinh bắt cóc và được đưa lên tàu vũ trụ cùng họ.
Christopher Hugh Partridge viết trong cuốn UFO Religions (Tôn giáo UFO) rằng J. Gordon Melton xác định tôn giáo UFO đầu tiên là nhóm "I AM" Activity do Guy Ballard lập nên. Partridge nhận định rằng nhóm này "có thể được coi là tiền thân của tôn giáo UFO như Hội Aetherius, và tư tưởng của những người theo đạo UFO như George Adamski" nhưng xem đây không phải là tôn giáo UFO mà chỉ là tôn giáo Thông Thiên học.
Partridge lưu ý rằng trong các tôn giáo về UFO, có niềm tin rằng Đấng Sáng Thế hoặc "thực thể đã tiến hóa" không thăng thiên từ Trái Đất, mà thay vào đó đến từ một cõi giới hoặc hành tinh khác và hạ phàm xuống Trái Đất. Trong khi đại đa số phe phái liên kết với I AM đều phủ nhận UFO không quan trọng, thì một số giảng viên theo phái Chân sư Thăng thiên ngày nay như Joshua David Stone lại đề cập đến UFO.
Partridge mô tả sự cố Roswell năm 1947 là một điểm mấu chốt về niên đại trong tâm linh UFO, nhận xét: "hiện được thiết lập vững chắc về thứ có thể được mô tả như một 'địa điểm tâm linh' đóng vai trò quan trọng về mặt UFO học"; và James R. Lewis cũng kêu gọi sự chú ý về sự kiện này trong cuốn sách của ông có nhan đề The Gods Have Landed (tạm dịch: Các vị thần giáng lâm), lưu ý rằng vụ này từng được giới nghiên cứu UFO coi là ngày mở ra "sự xuất hiện của UFO trong tâm thức công chúng". Partridge đặt tôn giáo UFO trong bối cảnh của thuyết bí truyền mang hơi hướng Thông Thiên học và khẳng định rằng nó bắt đầu liên kết với cái tên "tôn giáo UFO" sau sự kiện năm 1947 tại Roswell, New Mexico. Theo Partridge, hầu hết tôn giáo về UFO vẫn có nhiều điểm chính liên quan đến Thông Thiên Học, chẳng hạn như niềm tin vào cùng Hệ thống thứ bậc của linh hồn, và ông cũng đưa ra những điểm tương đồng với tư tưởng Thời đại Mới. Ông lưu ý rằng trong tiến trình tư tưởng của tôn giáo UFO từ sau năm 1947, nhiều nhóm trong số này đã duy trì niềm tin rằng những sinh vật ngoài Trái Đất này là "thực thể báo trước một kỷ nguyên mới".
Hunt mô tả Hội Aetherius do George King thành lập năm 1955 "có lẽ là giáo phái UFO đầu tiên và lâu dài nhất". Ông xếp Hội Aetherius và Raël giáo vào số "nổi tiếng nhất" trong các "giáo phái đĩa bay". Khi chấp bút viết bài cho cuốn Encyclopedia of Religion and Society (tạm dịch: Bách khoa toàn thư về tôn giáo và xã hội), những người đóng góp gồm Melodie Campbell và Stephen A. Kent đã xếp Hội Aetherius và Unarius là một trong số giáo phái đĩa bay "lâu đời nhất và được nghiên cứu nhiều nhất". Họ mô tả Cổng Thiên Đường và Giáo đoàn Đền thờ Mặt Trời là "các nhóm gây tranh cãi nhất khi kết hợp tín ngưỡng UFO với các biến thể từ những lời khẳng định của người tiếp xúc UFO". Gregory L. Reece xếp Khoa luận giáo thành "nhóm UFO" trong cuốn UFO Religion: Inside Flying Saucer Cults and Culture (tạm dịch: Tôn giáo UFO: Bên trong giáo phái và nền văn hóa đĩa bay), đồng thời thảo luận về các yếu tố của thuyết nguồn gốc vũ trụ Xenu và Chính kịch không gian trong học thuyết Khoa luận giáo. Ông so sánh Khoa luận giáo và Hội Aetherius với Bộ Chỉ huy Ashtar, rồi viết: "Dù giáo phái này mang những điểm tương đồng mạnh mẽ với Bộ Chỉ huy Ashtar hoặc Hội Aetherius, việc họ nhấn mạnh vào sự kiện Xenu như là thông điệp trung tâm của nhóm dường như đặt cả giáo phái vào trong thuyết phi hành gia cổ đại truyền thống. Dù bằng cách nào đi chăng nữa, Khoa luận giáo có lẽ trông khác biệt nhất so với các nhóm UFO khác trong nỗ lực gìn giữ tất cả nội dung của đề tài chính kịch không gian ẩn mình dưới lớp vỏ bọc này." Lời so sánh tương tự còn được thực hiện trong cuốn New Religions: A Guide (tạm dịch: Tôn giáo mới: Hướng dẫn) khi mô tả thần thoại Xenu là "một huyền thoại về thuyết phi hành gia cổ đại cơ bản". Tác giả Victoria Nelson viết trong cuốn The Secret Life of Puppets (tạm dịch: Đời sống bí mật của lũ rối) rằng "[t]ôn giáo UFO nổi bật nhất hiện nay có lẽ là Giáo hội Khoa luận giáo của nhà văn khoa học viễn tưởng L. Ron Hubbard".

## Danh sách
| Hình                                                                              | Tên gọi                                                                                       | Người sáng lập                                                                                    | Năm thành lập                                 |
| --------------------------------------------------------------------------------- | --------------------------------------------------------------------------------------------- | ------------------------------------------------------------------------------------------------- | --------------------------------------------- |
|                                                                                   | The Seekers (còn gọi là Brotherhood of the Seven Rays)                                        | Charles Laughead (còn gọi là "Tiến sĩ Armstrong") hoặc Dorothy Martin (còn gọi là "Marian Keech") | 1953                                          |
|                                                                                   | Hội Aetherius                                                                                 | George King                                                                                       | 1955                                          |
|                                                                                   | Freie Interessengemeinschaft für Grenz- und Geisteswissen-schaften und Ufologiestudien (FIGU) | Billy Meier                                                                                       | 1975                                          |
|                                                                                   | Bộ Chỉ huy Thiên hà Ashtar                                                                    | Thelma B. Terrill ("Tuella")                                                                      | 1977                                          |
|                                                                                   | Chân Đạo                                                                                      | Trần Hằng Minh                                                                                    | 1995                                          |
|                                                                                   | Hội Ái hữu Chúa                                                                               | William A. Ferguson                                                                               | 1956                                          |
|                                                                                   | Fiat Lux                                                                                      | Uriella                                                                                           | 1980                                          |
|                                                                                   | Dự án Phi hành đoàn Mặt đất                                                                   | Sheldon Nidle                                                                                     | Thập niên 1980                                |
|                                                                                   | Cổng Thiên Đàng                                                                               | Marshall Applewhite và Bonnie Nettles                                                             | Thập niên 1970                                |
|                                                                                   | Công xã Gia đình Một Thế giới                                                                 | Allen Noonan                                                                                      | 1967                                          |
|                                                                                   | Giáo hội Công nghiệp An lành Thế giới Mới                                                     | Allen Michael                                                                                     | 1973                                          |
|                                                                                   | Mark-Age                                                                                      | Charles Boyd Gentzel và Pauline Sharpe                                                            | 1962                                          |
| Flag of the Nation of Islam                                                       | Quốc gia Hồi giáo                                                                             | Wallace Fard Muhammad                                                                             | 1930                                          |
|                                                                                   | Thông điệp mới từ Đức Chúa Trời                                                               | Marshall Vian Summers                                                                             | 1992                                          |
| Alphabet of Nuwaubianism                                                          | Nuwaubia giáo                                                                                 | Dwight York                                                                                       | Thập niên 1970                                |
|                                                                                   | Giáo đoàn Đền thờ Mặt Trời                                                                    | Joseph Di Mambro và Luc Jouret                                                                    | 1984                                          |
| A gathering of Raëlians in South Korea                                            | Raël giáo                                                                                     | Claude Vorilhon                                                                                   | 1974                                          |
| A Scientology Center on Hollywood Boulevard in Hollywood, Los Angeles, California | Khoa luận giáo                                                                                | L. Ron Hubbard                                                                                    | 1952                                          |
| A map of Unarius centres worldwide                                                | Unarius                                                                                       | Ernest Norman và Ruth Norman                                                                      | 1954                                          |
|                                                                                   | Người Vũ trụ                                                                                  | Ivo A. Benda                                                                                      | 1997                                          |
|                                                                                   | Phong trào Urantia                                                                            | Spiritual entities                                                                                | Sớm nhất là năm 1924 và muộn nhất là năm 1955 |
|                                                                                   | Giáo hội SubGenius                                                                            | Ivan Stang và Philo U. Drummond                                                                   | Thập niên 1970                                |
| Falun Gong Logo                                                                   | Pháp Luân Công                                                                                | Lý Hồng Chí                                                                                       | 1992                                          |
|                                                                                   | Trung tâm đào tạo giải phóng năng lượng Atma                                                  | Heide Fittkau Garthe                                                                              | 1994                                          |
|                                                                                   | Niềm vui Mục vụ Satan                                                                         | Andrea Maxine Dietrich                                                                            | 2002                                          |